# Leschenaultia hystrix
Leschenaultia hystrix är en tvåvingeart som först beskrevs av Townsend 1915.  Leschenaultia hystrix ingår i släktet Leschenaultia och familjen parasitflugor.
Artens utbredningsområde är Peru. Inga underarter finns listade i Catalogue of Life.